# غول (رمان)
غول کتابی ادبی نوشتهٔ تئودور درایزر، نویسندهٔ اهل ایالات متحده آمریکا است.